# Alastor esfandiarii
Alastor esfandiarii är en stekelart som beskrevs av Giordani Soika 1970. Alastor esfandiarii ingår i släktet Alastor och familjen Eumenidae. Inga underarter finns listade i Catalogue of Life.